# Estlandssvenskar
Estlandssvenskar eller estsvenskar ("aibofolket", på estniska rannarootslased "kustsvenskar" eller eestirootslased) är en svensktalande språkminoritet som traditionellt bebott kustområdena och öarna i västra och norra Estland. Området, känt bland estlandssvenskarna som Aiboland, har bebotts av estlandssvenskar sedan 1200- och 1300-talen då deras förfäder anlände från nuvarande Sverige och Finland. I mitten av 1600-talet var antalet estlandssvenskar omkring 10 000 personer, vilket motsvarade 2–3 procent av landets dåtida befolkning. Nästan alla estlandssvenskar flydde till Sverige under andra världskriget och många deporterades till Sibirien och endast ett fåtal bor numera[när?] permanent i Estland.

## Historia

### Medeltiden
Åtminstone sedan 1200-talet har det bott svenskar i Estland. På 1210- och 1220-talen erövrade tyskar och danskar esternas områden. Traditionellt bodde esterna inte i större utsträckning vid kustområdena. Därför började lokala godsherrar locka svenska nybyggare till sina marker. Svenskarna uppfattades dessutom som mera pålitliga än esterna som nyligen omvänts till kristendomen. Det finns ingen exakt information om var svenskarna som flyttade till Estland kom ifrån, och flyttningsrörelsen nämns inte i samtida källor. Möjligen kom migranterna från Gotland, från Sveriges östkust och från Finlands svenskbygder. 
Nyare teorier kopplar samman estlandssvenskarna med Öland. Den särskilda ägoindelningen i stänger och alnar finns bara i dessa två områden, och ett antal öländska byar övergavs i början av 1200-talet. Utvandringen anses även vara relaterad till svenska korståg i österled.
Det första skriftliga omnämnandet om svenskar i Estland är från 1294 från Hapsal. I källan nämns att svenskar också bor på Ösel, förutom i Hapsal. Vidare nämns svenskar i Estland åren 1341 och 1345 då Padis kloster sålde Laoküla gård och Stora Rågö till en grupp svenskar. Det första dokumentet som nämner svenskar på Runö är från 1341 i ett brev av biskopen i Kurland som bekräftar öbornas rätt att bo och sköta sina affärer enligt svensk lag. 
Antalet inflyttade på 1200-talet var antagligen litet. Ett större antal svenskar flyttade in på 1340-talet efter att ett misslyckat estniskt uppror hade tömt byar och jordbruk. Svenskarnas inflyttning till Estland var på sin topp på 1400- och 1500-talen. Estlandssvenskarna fick så kallad svenskrätt som garanterade dem en bättre juridisk position och en lättare beskattning. Samtidigt blev estlandssvenskarna i praktiken livegna. På 1560-talet fanns det cirka 1 000 svenskar i Estland. Svenskarnas inflyttning tog slut under 1500-talet och deras antal minskade i och med krig som pågick i området från 1560-talet fram till 1640-talet. Krig och farsoter tog antagligen livet av hälften av den svenska befolkningen i Estland och befolkningens storlek återhämtade sig till 1560-talets nivå först i mitten av 1600-talet.

### Nya tiden

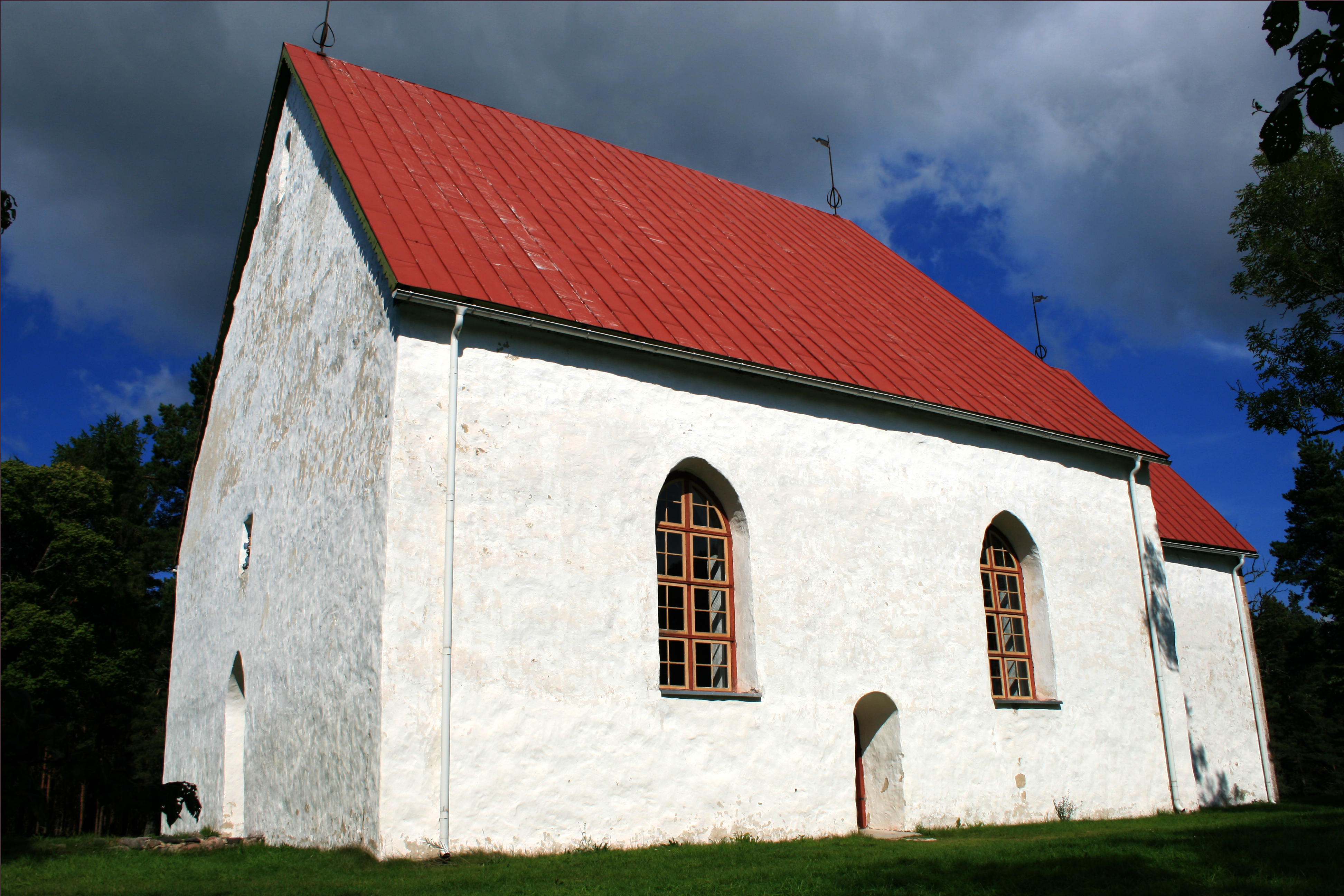
Ormsö kyrka

År 1561 grundades den svenska besittningen Estland, som skulle förbli svenskt fram till 1710 (officiellt fram till 1721, då territoriet överläts till Ryssland i freden i Nystad). Fram till slutet av 1620-talet hade Sverige erövrat hela norra och mellersta Baltikum. En stor del av det svenska området förlänades till Jacob de la Gardie. Försök att försvaga de svenska böndernas ställning till samma nivå som esternas ledde till flera årtionden av rättstvister mellan godsherrar och bönder. Godsherrarna vann de flesta av dessa rättstvister. I slutet av 1600-talet drabbades Estland först av hungersnöd och i början på 1700-talet av en pestepidemi. Dessutom erövrade det ryska kejsardömet Sveriges besittningar i Baltikum i Stora nordiska kriget på 1710-talet. Tvister uppstod igen mellan svenskarna och godsherrarna. Tvisterna ledde bland annat till att 1 000 svenskar deporterades 1781 från Röicks socken på Dagö till Ukraina där de grundade Gammalsvenskby. De 100 svenskar som blev kvar i Röicks assimilerades i den estniska befolkningen. 300 svenskar fanns kvar i Kärrdal på Dagö fram till 1810. På 1850-talet gav ändringar i lagen bondeståndet rätt till utbildning och inlösen av mark av godsherrar.

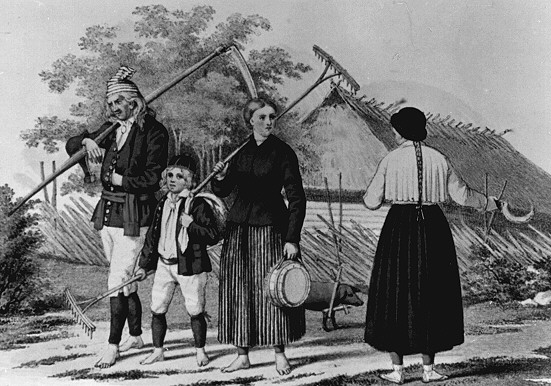
Nucköbor i 1800-talsdräkt.

På 1880-talet påbörjades förryskningen av Baltikum vilket bland annat innebar ett tryck på befolkningen att övergå till den ortodoxa kyrkan. På de svenska områdena skedde denna konvertering i större utsträckning endast på Ormsö där cirka 500 invånare gick över till den ortodoxa tron. En del av dem återvände till den lutherska tron innan början av 1900-talet. Förryskningen ledde till att den estlandssvenska nationalkänslan växte. I början på 1900-talet grundades de första svenska föreningarna i Estland och den första svenskspråkiga dagstidningen. Nationalkänslan ledde till att en estlandssvensk identitet föddes. Innan hade estlandssvenskarna identifierat sig med det område de bodde på. Då Estland blev självständigt 1917 grundades det första estlandssvenska partiet Det Svenska Folkförbundet i Östersjöprovinserna. De svenskdominerade områdena fick en partiell självstyrelse. Svenskar, tyskbalter, ryssar och judar hade alla ministrar i den nationella regeringen. År 1925 trädde lagen om kulturautonomi för minoriteter i kraft. Nationella minoriteter på över 3 000 medlemmar kunde ansöka om kulturautonomi. Det behövliga antalet estlandssvenskar överskreds med råge, men på grund av ekonomiska skäl ansöktes inte om kulturautonomi. Dessutom hade estlandssvenskarna förhållandevis mycket makt på sina områden också utan kulturautonomi, eftersom de utgjorde majoriteten av befolkningen på sitt område och kunde på så vis påverka inom kommunalpolitiken. På 1920-talet öppnades en svensk skola i Nuckö och 1931 kunde ett svenskt gymnasium öppnas i Hapsal tack vare donationer från Sverige. Den svenskspråkiga Birkas folkhögskola verkade på Nuckö. I folkräkningen 1934 fanns det 7 641 svenskar i Estland.

### Andra världskriget
Andra världskriget visade sig vara ödesdigert för den svenska befolkningen i Estland. Sovjetunionen erövrade Estland 1940, och Rågöarna, Nargö och Odensholm tömdes på svensk befolkning undan sovjetiska militärbaser. I deporteringarna 1941 deporterades också många estlandssvenskar förutom etniska ester. Då tyskarna anföll samma år mobiliserade Sovjetunionen 300 estlandssvenskar, varav cirka en tredjedel överlevde kriget. I och med den tyska erövringen kunde estlandssvenskarna återvända till de öar de deporterats från.  Då den tyska krigslyckan vände började estlandssvenskarna fly undan de sovjetiska trupperna. Flykten började 1943 och skedde med båtar. Största delen flydde över Finska viken till Finland där de fortsatte sin färd till Sverige. Ormsö var det enda område varifrån många av svenskarna åkte direkt till Sverige. År 1943 kom Sverige överens med Tyskland om att förflytta 780 sjuka estlandssvenskar till Sverige och 1944 avtalades om att flytta alla kvarvarande estlandssvenskar. I det sista skedet anlände ännu 3 335 estlandssvenskar. Totalt flydde cirka 7 000 estlandssvenskar till Sverige, bland dem också ester.

### Nutid

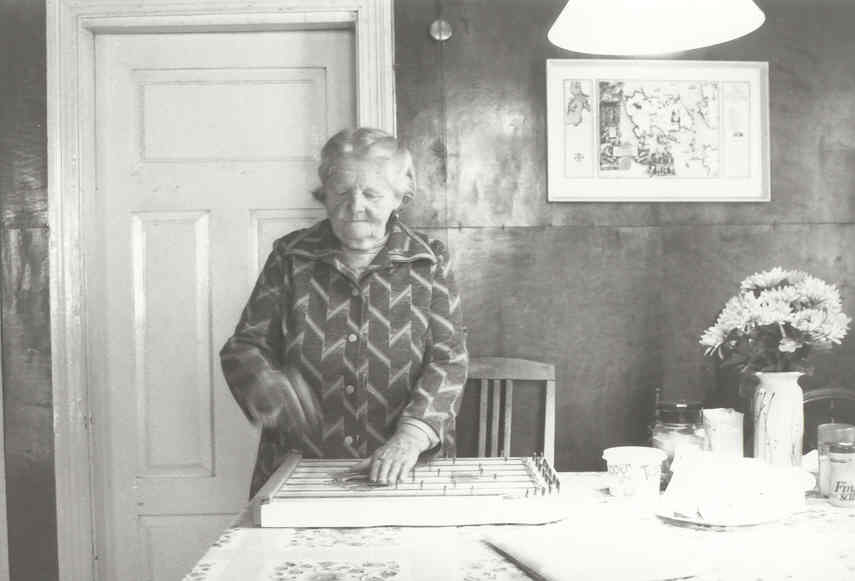
Maria Murman, som blev kvar efter den sovjetiska ockupationen av Estland, fotograferad 1993.

Efter den sovjetiska erövringen av Estland stannade cirka 1 000 svenskar kvar. Största delen av dem hade estniska närstående som inte kunde fly. Också en del av dem som överlevt tjänsten som frontmän återvände till sina hemtrakter. Svenskarna var ändå så få att de assimilerades i den estniska befolkningen via skola och giftermål. Svenska odlingens vänner som lades ner 1940 återuppstod i Sverige 1945. Efter en ivrig start kom föreningsverksamheten av sig då allt flera av de ursprungliga estlandssvenskarna avled med tiden. Föreningen uppstod på nytt i Estland 1988 som den första etniska föreningen. Då Estland återfick sin självständighet 1991 kunde estlandssvenskarna åter besöka sina forna hemtrakter. Flera bondgårdar har återbördats till sina svenska ägare. Många estlandssvenskar har också köpt sommarstuga i området. Enligt folkräkningen 2000 fanns det 300 etniska svenskar i Estland, varav 211 hade estniskt medborgarskap. Eftersom det antas att alla inte uppger sin etniska bakgrund har antalet estlandssvenskar i Estland uppskattats till cirka tusen. Det finns inga tillförlitliga uppgifter på hur många estlandssvenskar som bor i Sverige.
Svenskundervisning startades upp i Rickul 1989, och 1990 startades Nuckö gymnasium, med viss undervisning i och på svenska. År 1990 återupprättades den svenskspråkiga S:t Mikaelsförsamlingen i Tallinn.

## Bosättningsområden och demografi

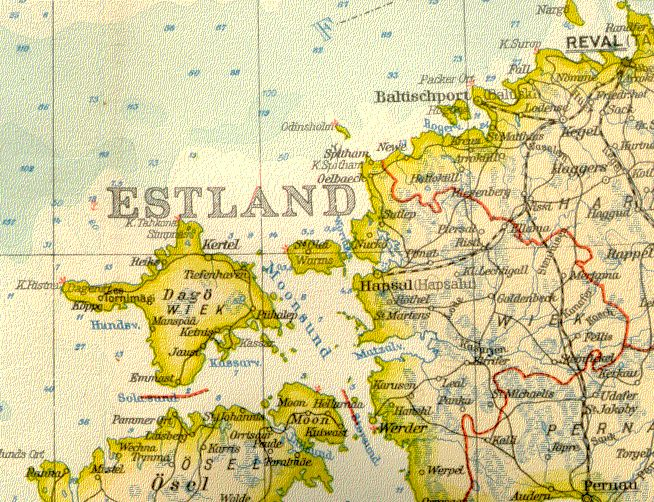
En äldre svensk karta över den västestniska skärgården med tyska ortnamn, där största delen av den estlandssvenska befolkningen bodde.

Det finns inga befolkningsuppgifter att tillgå från den tidigaste perioden av svensk bosättning i Estland. Under slutet av Tyska ordens styre fanns det antagligen cirka 1 000 estlandssvenska familjer, med cirka 1 500 estlandssvenskar boende i huvudstaden Tallinn, vilket ger en total befolkning på 5 000–7 000 och 2–3 % av Estlands dåvarande befolkning. 
I den ryska folkräkningen 1897 uppges estlandssvenskarnas antal till 5 768, det vill säga 1,39 % av befolkningen i guvernementet Estland. Majoriteten av svenskarna levde i distriktet Hapsal där de utgjorde en minoritet på 5,6 %.
Folkräkningen 1922 ger en total befolkning på 1 107 059 personer i Estland av vilka estlandssvenskarna utgjorde 0,7 % eller 7 850 personer. De utgjorde majoriteten av befolkningen på orter som Runö, Ormsö och Rickul. Den estlandssvenska befolkningen minskade en aning till 7 641 år 1934. Cirka 7 000 estlandssvenskar flydde till Sverige under andra världskriget.
Efter andra världskriget hölls befolkningen ganska stabil: det fanns 435 estlandssvenskar 1970, 254 år 1979 och 297 år 1989, då de placerade sig på plats 26 på listan över minoriteter i Estland (före andra världskriget var de nummer tre, efter ryssar och tyskar). Folkräkningen år 2000 uppger talet 300, som placerar svenskarna på plats 20 på listan över Estlands minoriteter. Endast 211 av dem är estniska medborgare. 

### I Ukraina

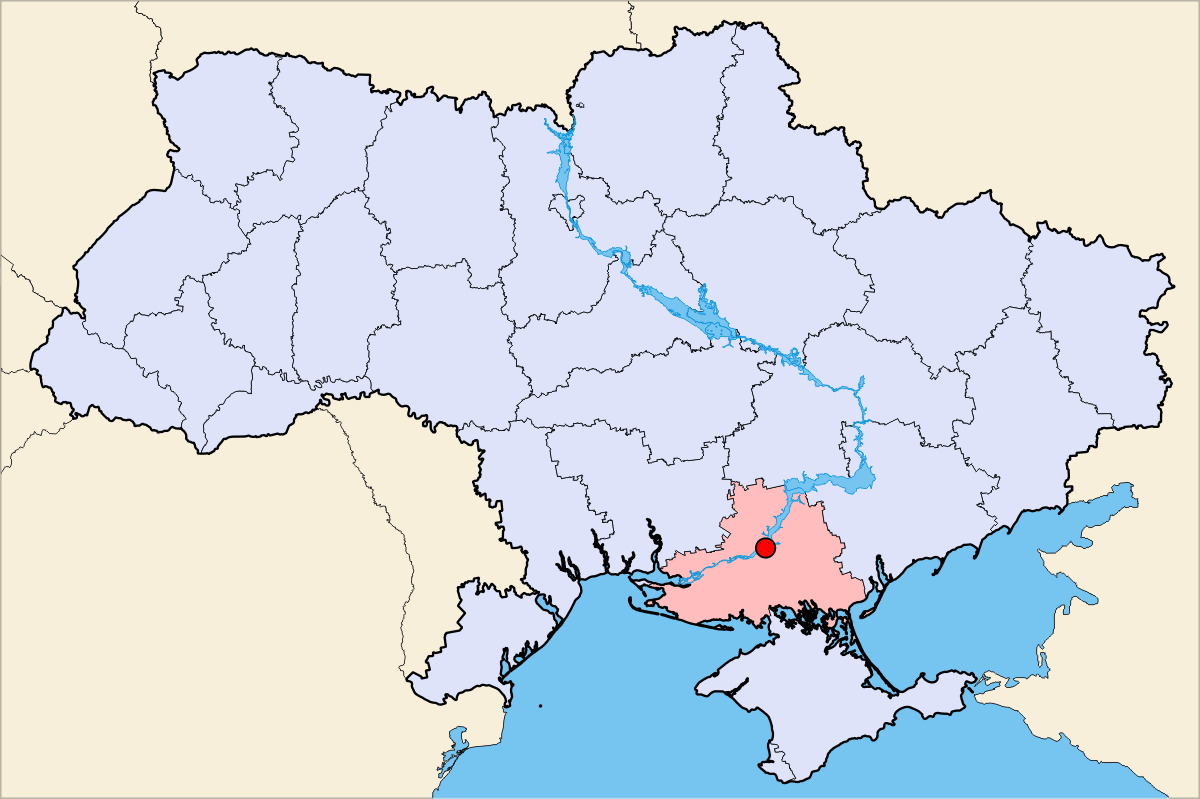
Gammalsvenskby i Ukraina.

I den ukrainska byn Gammalsvenskby, som grundades av estlandssvenska flyktingar, fanns en betydande svensk befolkning, svenskbybor, fram till 1 augusti 1929 då 885 bybor flydde till Sverige. Det finns fortfarande några hundra personer av svensk härkomst kvar i Gammalsvenskby i dagens läge.

## Språk

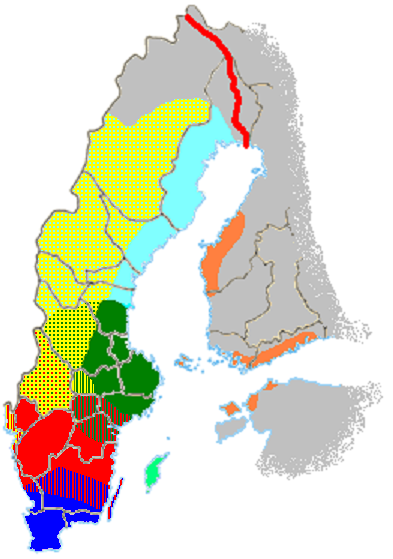
Karta över svenska dialekter där också estlandssvenska ingår.

Det fanns ingen enhetlig estlandssvensk dialekt utan flera. De estlandssvenska dialekterna är undervarianter av östsvenska mål och har tagit intryck av det estniska uttalet och grammatiken. Samtidigt inverkade svenskan på det estniska språket. Dialekterna innehåller också gamla skandinaviska ord. De gamla dragen bestod eftersom befolkningen var isolerad från övriga svensktalande områden och därför kan rikssvenskar inte helt förstå estlandssvenska. Däremot kan finlandssvenskarna oftare förstå estlandssvenska dialekter, eftersom dialektorden också ännu kan användas i Finland. Runö hade sin egen dialekt, i Ormsö–Nuckö–Rickul talade man sin variant och det fanns också en variant i Rågöarna–Vippal. Dagö-dialekten försvann från Dagö, men den talas fortfarande av några i Gammalsvenskby (som kallas Gammölsvänskbi på dagödialekt). Nargö-dialekten försvann på 1800-talet. I dagsläget finns det mellan ett dussin och hundra talare av estlandssvenska i Estland och i Sverige mellan några hundra och tusen. Rikssvenskan håller på att ersätta estlandssvenskan både i Sverige och i Estland.

## Näringar
Estlandssvenskarna livnärde sig, liksom esterna, av jordbruk och de hade inte den särställning i samhället som balttyskarna hade. De viktigaste enskilda näringarna var boskapsskötsel och fiske. Speciellt på Runö sysslade man också med sälfångst. Vid sidan av jordbruket verkade estlandssvenskarna inom sjöfart.

## Boende
Estlandssvenskarnas typiska boningar avvek från esternas motsvarande. Estlandssvenskarna hade ofta en bostadsbyggnad som bestod av tre avskilda rum och rian i en skild byggnad, då esterna ofta hade allting i samma byggnad. Den estniska typen användes endast av estlandssvenskarna på Runö. Den estlandssvenska bostaden bestod i allmänhet av en farstu med öppen eldstad, en storstuga och kammare. Husens inredning och möblering var ofta mera dekorativ än esternas. Den estlandssvenska byn bestod oftast av en grupp på 30–50 gårdar med gator som förgrenade sig. Skillnaden mellan estlandssvenska och estniska hus kunde också skönjas på områden med blandad befolkning.

## Bilder

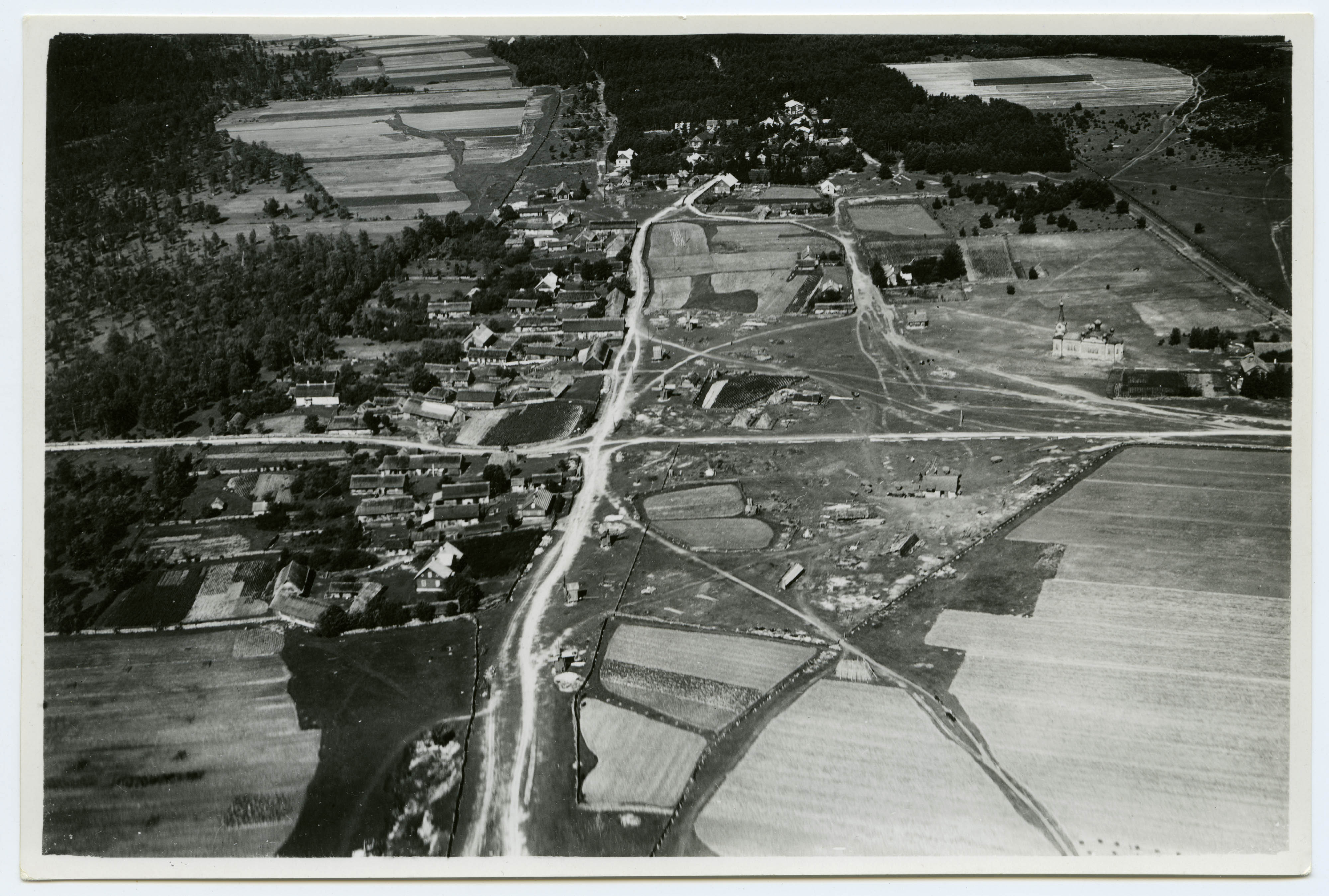
Hullo på Ormsö år 1934 med Ormsö rysk-ortodoxa kyrka
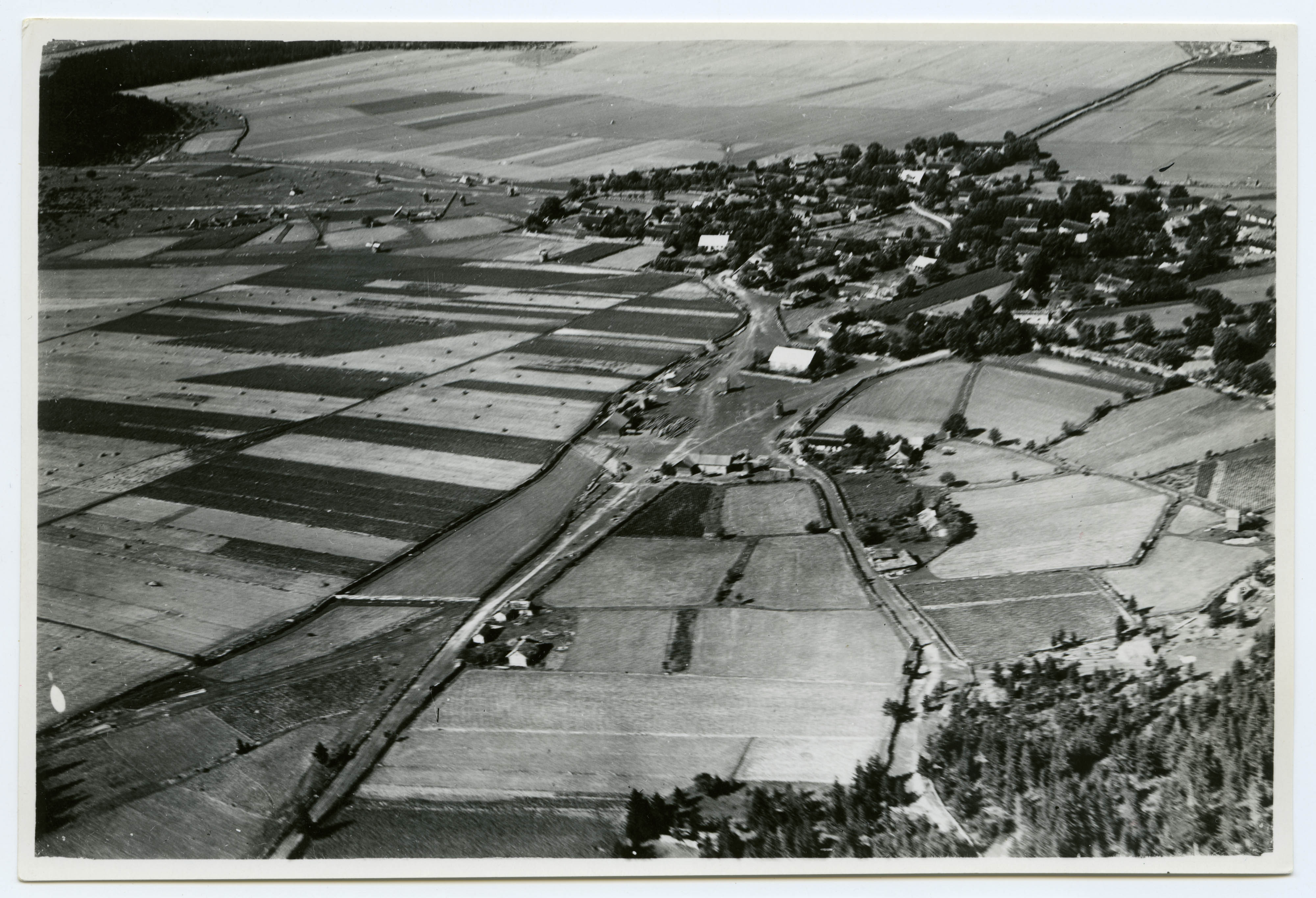
Kärrslätt på Ormsö år 1934, ursprungligen befolkad från Kyrkslätt i Finland
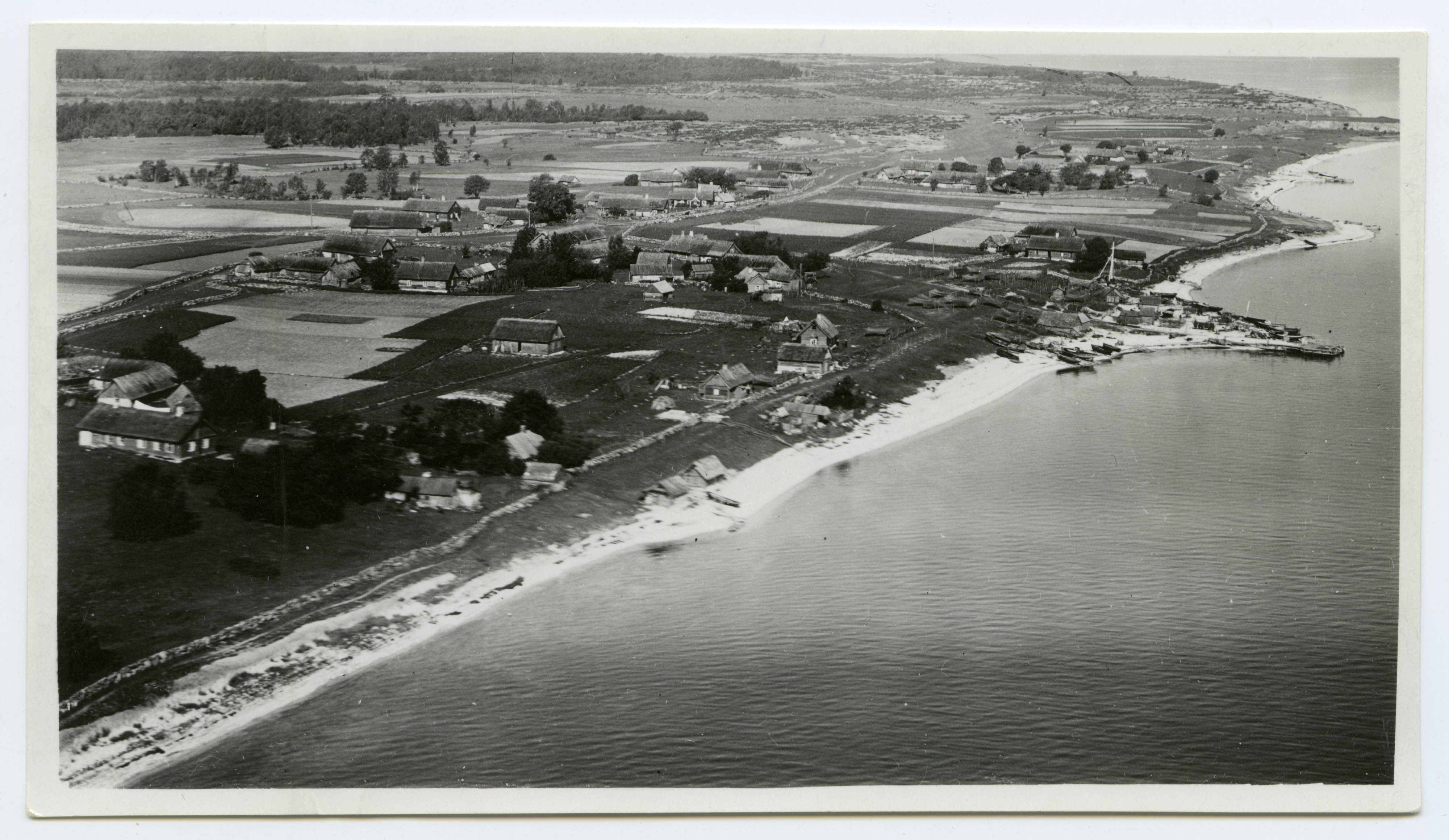
Lillbyn (Väike küla) på Lilla Rågö (Väike Pakrisaar) år 1934
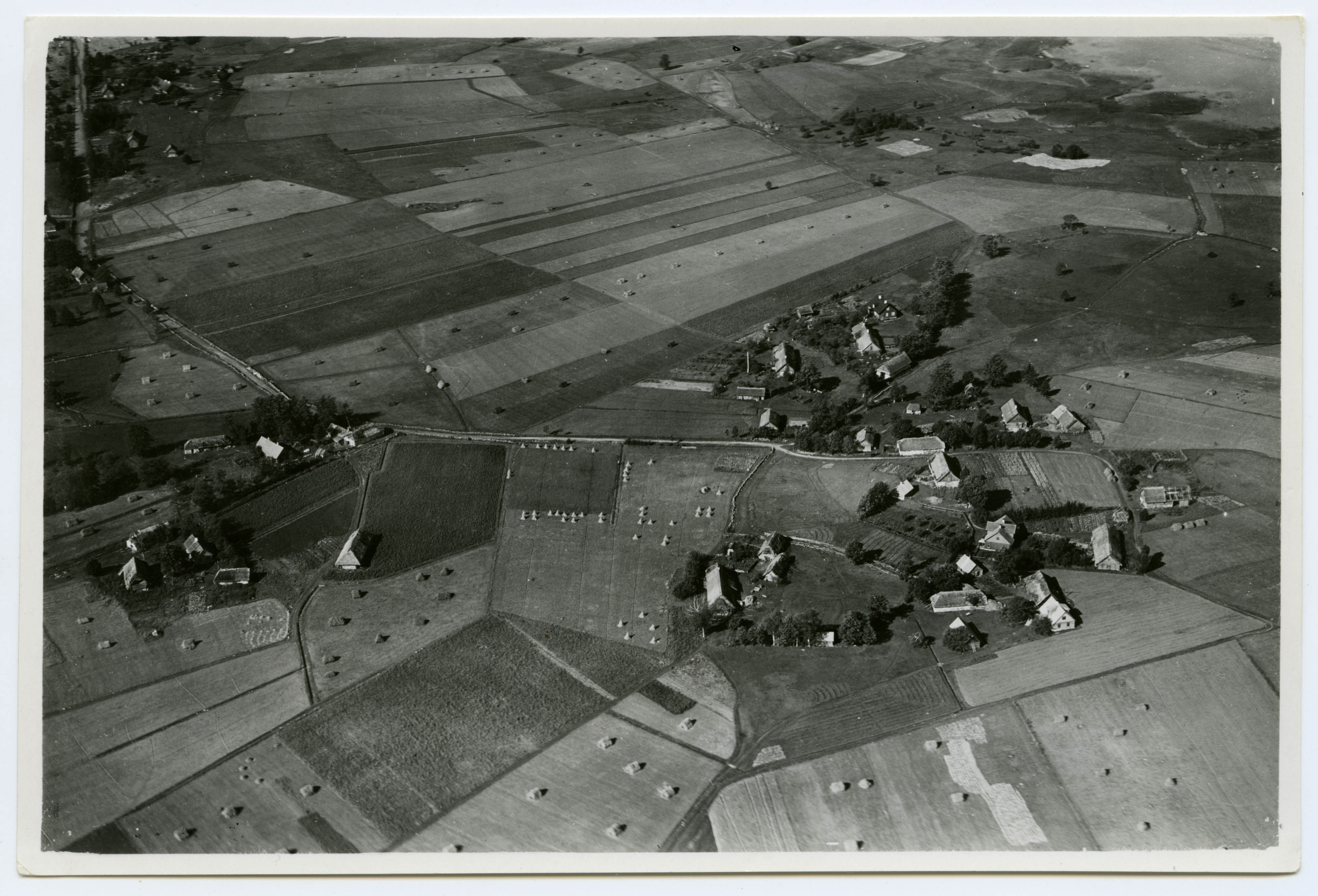
Flygfoto av Korkis (Kurse) år 1934
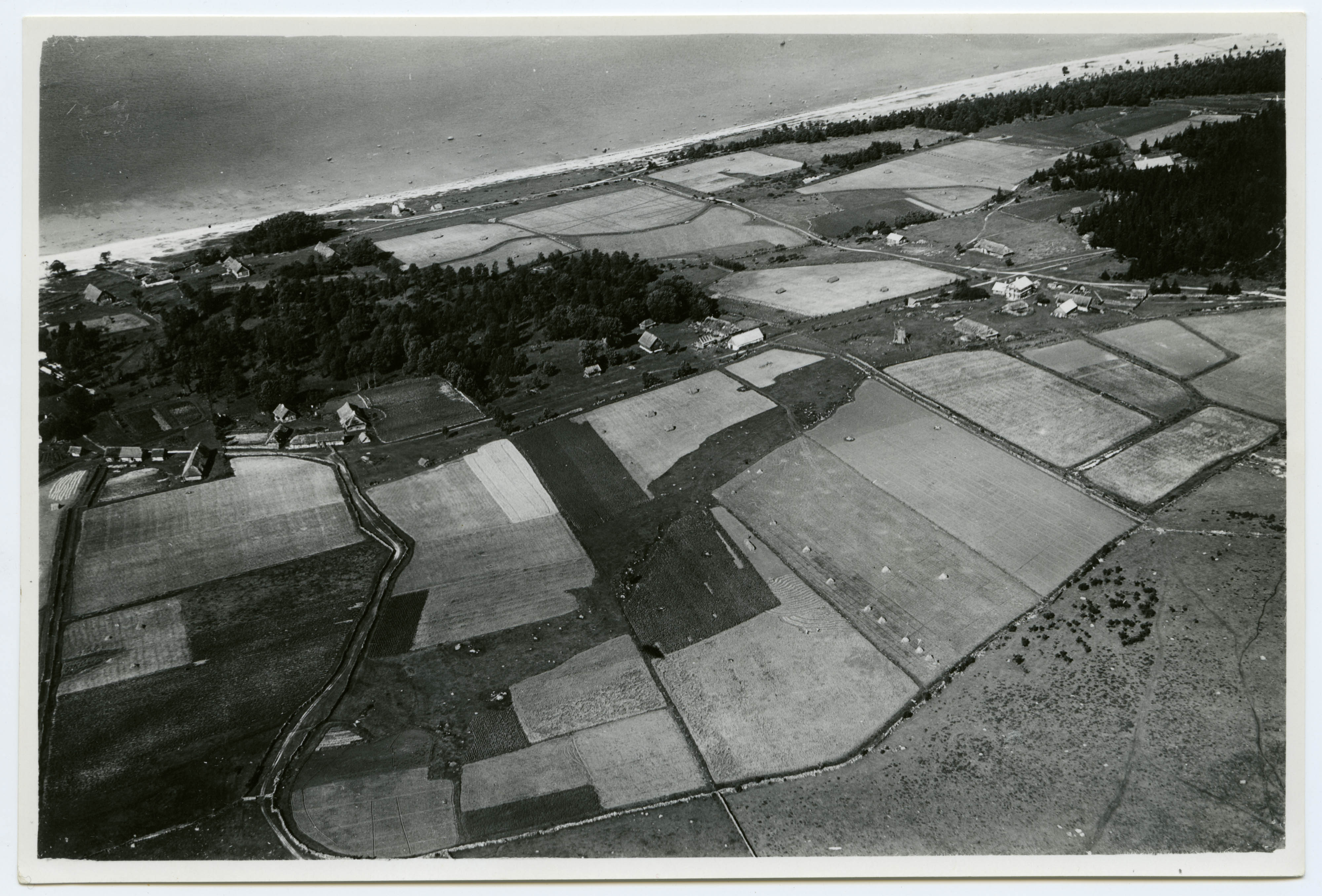
Flygfoto av Aklop (Alliklepa) år 1934